# Tillandsia hotteana
Tillandsia hotteana är en gräsväxtart som beskrevs av Ignatz Urban. Tillandsia hotteana ingår i släktet Tillandsia och familjen Bromeliaceae. Inga underarter finns listade i Catalogue of Life.